# Bill Raisch
Bill Raisch est un acteur américain né le 5 avril 1905 à North Bergen, New Jersey (États-Unis), mort le 31 juillet 1984 à Santa Monica (Californie).

## Biographie
Ses parents immigrèrent d'Allemagne.
Bill Raisch fut amputé d'une partie du bras droit en 1945 lors d'une bataille de la 2e guerre mondiale.
Trop inféodé à son rôle dans Le Fugitif, sa carrière stoppa net en 1967.
Il est mort d'un cancer du poumon.

## Filmographie
- 1944 : The Mark of the Whistler : Truck Driver
- 1946 : Specter of the Rose : Mr. Lemotte
- 1948 : Berlin Express : German
- 1950 : Experiment Alcatraz d'Edward L. Cahn : Patient
- 1953 : Sangaree : Pub Extra
- 1955 : How to Be Very, Very Popular : Bit Role
- 1956 : Le Tour du monde en quatre-vingts jours (Around the World in Eighty Days) : Extra
- 1960 : Spartacus : Soldier
- 1961 : Le Temps du châtiment (The Young Savages) : Courtroom Extra
- 1962 : Incident in an Alley (en) : Onlooker at Shooting
- 1962 : Seuls sont les indomptés (Lonely Are the Brave) : Pochado, One Armed man
- 1963-1967 : Le Fugitif (10 épisodes sur 120 de la série télévisée) : Fred Johnson / Le Manchot.
- 1964 : Sept jours en mai (Seven Days in May)
- 1964 : The New Interns : Emergency Room Corridor Extra / Restaurant Extra